# Adam Smolana

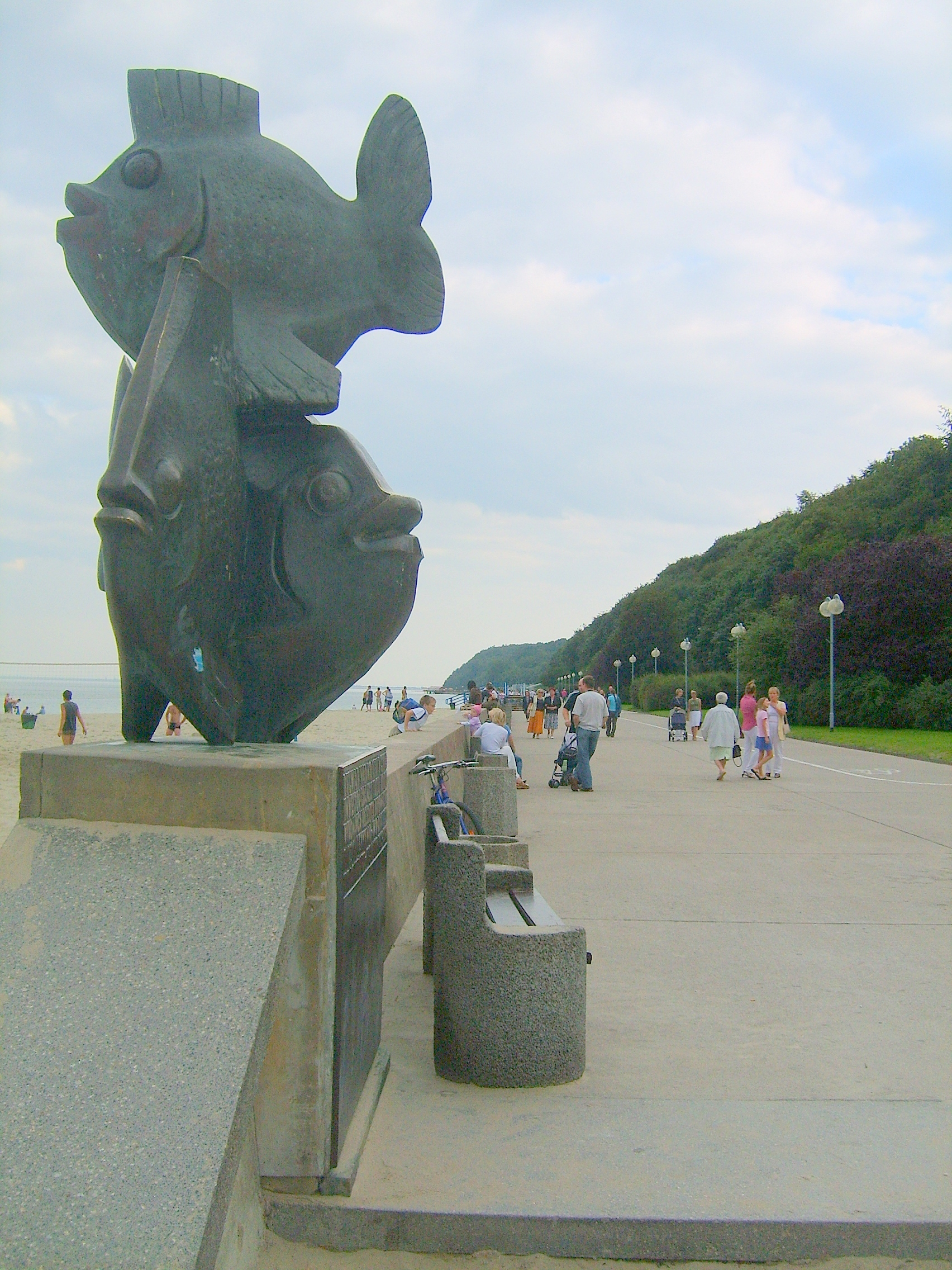
Pomnik Ryby na Bulwarze Nadmorskim w Gdyni

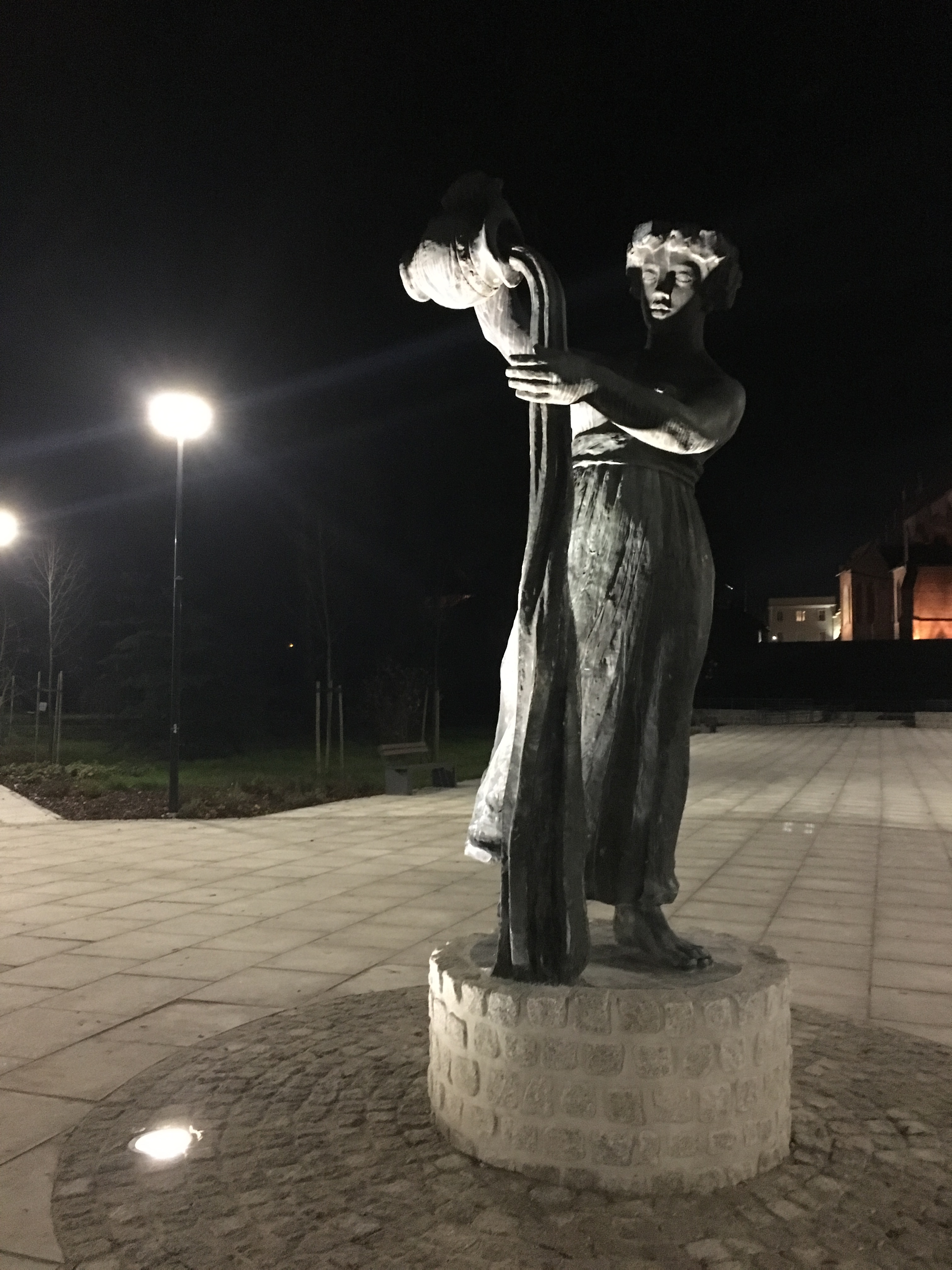
Wierzyczanka, park miejski w Starogardzie Gdańskim

Adam Władysław Smolana (ur. 11 czerwca 1921 we Lwowie, zm. 5 stycznia 1987 w Sopocie) – polski rzeźbiarz, profesor Państwowej Wyższej Szkoły Sztuk Plastycznych w Gdańsku (obecnie: Akademia Sztuk Pięknych w Gdańsku). 

## Życiorys
Był synem Ksawerego, z zawodu fryzjera,  pracownika statków pasażerskich firmy Gdynia America Line (GAL) i Marii z domu Iwanickiej. W 1937 roku ukończył Gimnazjum im. Kazimierza Wielkiego we Lwowie. W latach 1938–1942 studiował w Instytucie Sztuk Pięknych we Lwowie u prof. Mariana Wnuka i prof. Józefa Starzyńskiego. Dyplom uzyskał w 1950 r. w pracowni prof. Franciszka Strynkiewicza w Akademii Sztuk Pięknych w Warszawie. Pracownik naukowo-dydaktyczny od 1946 w tzw. Sopockiej Szkole Sztuk Plastycznych, później Państwowej Wyższej Szkoły Sztuk Plastycznych w Gdańsku. Od 1971 profesor nadzwyczajny i prorektor PWSSP; kierownik Pracowni Projektowania Architektoniczno-Rzeźbiarskiego, dziekan Wydziału Rzeźby,.
W latach 1964–1965 stypendium zagraniczne, prof. rzeźby Wydziału Sztuk Pięknych na Uniwersytecie Damasceńskim.
Członek AIAP (Association International des Arts Plastiques), współzałożyciel Związku Artystów Rzeźbiarzy (ZAR) oraz Towarzystwa Przyjaciół Sopotu („Dworek Sierakowskich”). Od 1946 roku mieszkaniec Sopotu.
Tworzył głównie w drewnie, kamieniu i metalu; artysta twórczo zainspirowanym był sztuką i kulturą antyku: „Piękna Helena” (1964), „Ikar”, „Aegina” (1962). W dominującej części dzieła jego posiadają wiele elementów symbolizmu: „Westalka”, „Sebastian z Birkenau”. Znacznie rzadziej powstawały rzeźby o zdecydowanie naturalistycznym charakterze, jak „Pięknotyła” (1969), „Izabell” (1980).
Lata 1960–1980, to okres w którym równolegle powstawały doskonałe rysunki przy wykorzystaniu rzadkiej techniki „tuszu lawowanego” o zróżnicowanej tematyce: erotyka, pejzaże górskie (Tatry) oraz Bliski Wschód (gł. Syria).
Od 1946 r. kierował pracami rekonstrukcji rzeźb i płaskorzeźb podczas odbudowy miasta Gdańska, np.: „Złota Brama” oraz przedproża kamienic przy ul. Mariackiej. Był komisarzem polskiej wystawy w Paryżu „ Le Mur Vivant” w 1974 r.
Od 1952 roku należał do PZPR. Od 1981 roku był członkiem egzekutywy Komitetu Wojewódzkiego PZPR w Gdańsku. Był odznaczony m.in.: Krzyżem Kawalerskim i Oficerskim Orderu Odrodzenia Polski, Złotym i Srebrnym Krzyżem Zasługi, Medalem 10-lecia Polski Ludowej, Medalem „Za zasługi dla obronności kraju” i odznaką Zasłużony Działacz Kultury. Pochowany na cmentarzu komunalnym w Sopocie (kwatera K-3-27).

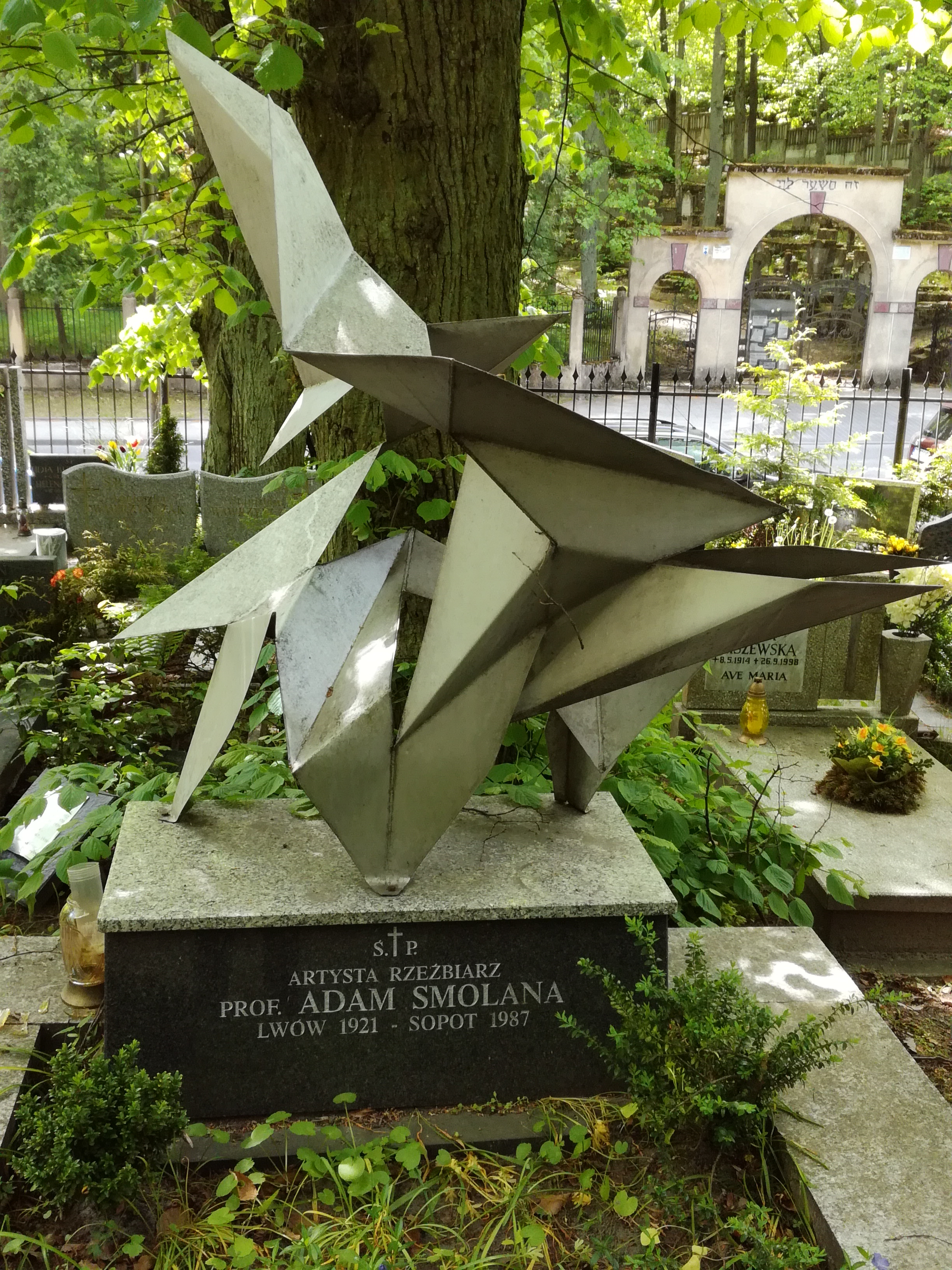
Grób Adama Smolany na cmentarzu komunalnym w Sopocie

http://zbrojowniasztuki.pl/alma-mater/nestorzy/adam-smolana,544

## Ważniejsze pomniki i rzeźby plenerowe
- Prace rzeźbiarskie przy odbudowie Starego i Głównego miasta Gdańska, 1948 - 1955
- MDM, płaskorzeźby przy Placu Konstytucji, Warszawa 1952
- „Pomnik Obrońców Chojnic” 1959
- „Ryby” - pomnik (rzeźba) na Bulwarze Nadmorskim w Gdyni 1968
- "Żagle" - rzeźba plenerowa, Warszawa Wola 1968
- „Panny Nałęczowskie” Nałęczów
- "Wierzyczanka" 1969 Park Miejski w Starogardzie Gdańskim
- „Pomnik Poległych Sopocian 1939-45”, 1983

## Wybrane wystawy indywidualne i zbiorowe
- I Wystawa Okręgu Gdańskiego ZPAP, Politechnika Gdańska, Gdańsk 1946
- II Wystawa Okręgu Gdańskiego ZPAP, Międzynarodowe Targi Gdańskie, 1947
- Wystawa Ziem Odzyskanych, Wrocław 1948
- Ogólnopolska Wystawa Plastyki, Zachęta, Warszawa 1950, 1951, 1952, 1954
- Ogólnopolska Wystawa Młodej Plastyki "Przeciw wojnie - przeciw faszyzmowi", Arsenał, Warszawa 1955
- BWA, Sopot 1957, 1959, 1962 roku
- II Ogólnopolska Wystawa Ceramiki i Szkła Artystycznego, Muzeum Śląskie, Wrocław 1960
- Polska Rzeźba Plenerowa, Opole, 1963, 1964
- BWA, Zakopane 1964
- Zachęta, Warszawa 1965
- Ogólnopolska Wystawa Rzeźby - "Spotkania Krakowskie", Kraków 1967
- II Triennale Rysunku, Muzeum Miasta Wrocławia 1968
- I Biennale Rzeźby w Metalu, Warszawa 1968
- XXII Festiwal Sztuk Plastycznych w Sopocie, pt. "Porównania II", BWA Sopot 1969
- ARSENAŁ, BWA Poznań 1971
- Ogólnopolska Wystawa Rzeźby, Wrocław 1971
- Plastic und Blumen: Austellung in Berlin Treptower Park, Berlin 1971
- "Uczniowie Mariana Wnuka" wystawa w 10 rocznicę śmierci prof. Mariana Wnuka, Zachęta, Warszawa 1977
- Monat der Bildenden. Kunst aus Gdansk. Polnisher Künstlerverband Gdansk - Gemälde - Druckgraphik - Skulpturen, Weserburg Museum für Moderne Kunst, Bremen
- BWA, Sopot 1981
- VI Biennale Sztuki Gdańskiej, BWA Sopot, 1985
- I a Mostra Internazionale di Scultura all`aperto; II a Mostra Internazionale della Piccola Scultura, Museo d`Arte Moderna Enzo Pagani, Castellanza-Milano, 1985
- Galeria ZAR 1995 Gdańsk
- TPS "Dworek Sierakowskich" w Sopocie 2001
- Galeria Senatorska, Warszawa 2008
- Galeria "Refektarz", Kartuzy 2008
- Galeria "Od Czasu do Czasu", Gdynia 2011, pt. "Człowiek i materia - w 90 rocznicę urodzin"
- Galeria ARTPRODUCT, Poznań 2012
- Państwowa Galeria Sztuki, Sopot 2017, wystawa monograficzna
- Miejska Galeria Sztuki, Zakopane 2018, pt. "Rzeźba w drewnie w twórczości polskich artystów 1918 - 2018"
- Muzeum Archeologiczno-Historyczne, Grodno 2019, pt. "Rzeźba i rysunek"
- Państwowa Galeria Sztuki, Sopot 2019, pt. "Body works"

Brał udział w licznych wystawach międzynarodowych m. in. Syria, Egipt, Kuwejt, Indie, Niemcy, Hiszpania, Włochy, Norwegia.